# Dolmen de la Pierre Virante

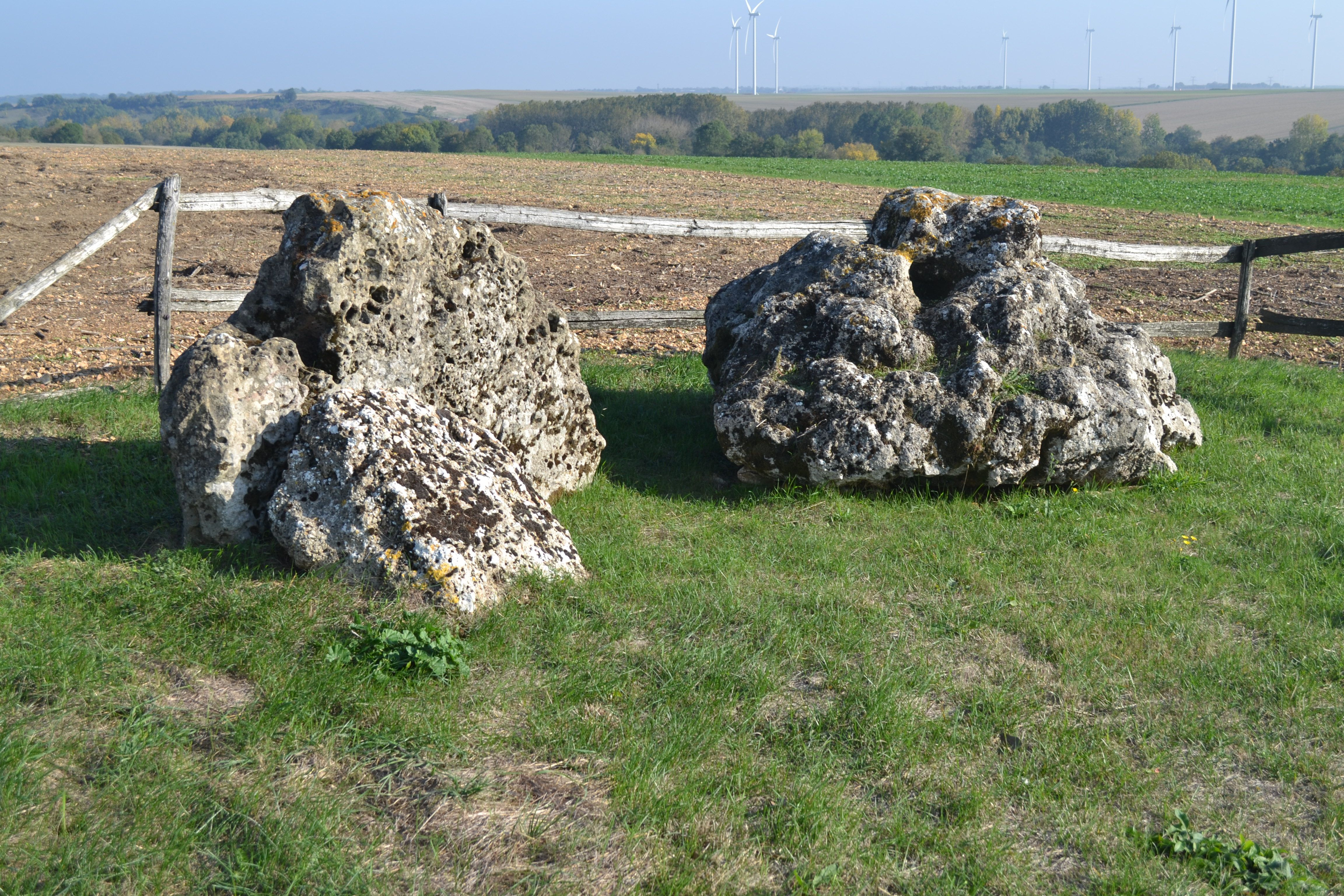
Gesamtansicht

Der Dolmen de la Pierre Virante in Xanton-Chassenon im Département Vendée in Frankreich ist in keine klassische Form der französischen Dolmen-Typen einzugliedern und hat sein nächstgelegenes Gegenstück in den Long Barrows der Britischen Inseln. Dolmen ist in Frankreich der Oberbegriff für Megalithanlagen aller Art (siehe: Französische Nomenklatur).
Die Ausgrabung wurde 1970 von Roger Joussaume vorgenommen (eine erste erfolgte zu Beginn des 19. Jahrhunderts). Die Architektur besteht aus einem unregelmäßigen, im Süden und Westen nicht exakt begrenzbaren Podest aus Kalkstein von etwa 2,4 m Länge, 2,5 m Breite und 1,2 m Dicke. Der etwa zur Hälfte erhaltene Rand ist sorgsam aus Trockenmauerwerk erstellt. Zwei Steine, die auf Säulen ruhen, bilden keine rekonstruierbare Grabkammer.
1971 veröffentlichte Roger Joussaume die Grabung mit den Fotos vom Grabhügel. Viele Skelette und Beigaben wurden gefunden, darunter Äxte, Halsketten und Messer. Die nach der Ausgrabung verfüllte Anlage besteht heute aus zwei Steinen, die auf einem Hügel liegen. Ein Augenzeuge berichtete von einem weiteren Deckstein, der im Jahre 1914 noch vorhanden war.
Die Legende besagt, dass einer der Steine in der Weihnachtsnacht ein Bad im Fluss Autise nimmt.